# Kenvud (Čikago)
Kenvud (engl. Kenwood) je jedna od 77 gradskih oblasti u Čikagu. Nalazi se oko 7 kilometra južno od centra grada.

## Populacija
- 1920 - 21,000
- 1930 - 26,942
- 1960 - 41,533
- 1990 - 18,178
- 2000 - 18,363